# کیشیا کول
کیشیا کول (انگلیسی: Keyshia Cole؛ زادهٔ ۱۵ اکتبر ۱۹۸۱) یک خواننده، ترانه‌سرا و بازیگر اهل ایالات متحده آمریکا است. وی از سال ۲۰۰۴ میلادی تاکنون مشغول فعالیت بوده‌است.